# Петров, Борис Михайлович
Борис Михайлович Петров (20 апреля 1934 — 27 марта 2021) — доктор технических наук, профессор кафедры антенн и радиопередающих устройств ТРТИ (Таганрогский радиотехнический институт). Заслуженный деятель науки и техники РФ.

## Биография
Родился 20 апреля 1934 года.
В 1952 году окончил семилетнюю школы в селе Морской Чулек Неклиновского района Ростовской области, потом окончил с серебряной медалью среднюю школу в селе Синявское Ростовской области, поступил учиться в Таганрогский радиотехнический институт им. В. Д. Калмыкова (ТРТИ, ныне Инженерно-технологическая академия ЮФУ). В 1957 году после окончания института по специальности «Радиотехника» работал заведующим лабораторией антенн, ассистентом, старшим преподавателем ВУЗа.
C 1960 по 1963 год учился в аспирантуре Московского энергетического института (МЭИ) на кафедре антенно-фидерных устройств и распространения радиоволн у профессора Маркова Григория Тимофеевича. В МЭИ в 1965 году защитил кандидатскую диссертацию. В 1975 году также в МЭИ защитил докторскую диссертацию, в 1976 году Б. Петрову была присуждена учёная степень доктора технических наук, а в 1978 году — учёное звание профессора.
С 1978 по 1998 годы работал зав. кафедрой антенн и радиопередающих устройств, одновременно, с 1979 по 1982 года был деканом радиотехнического факультета ТРТИ. В последнее время работал на должности профессора кафедры антенн и радиопередающих устройств Института радиотехнических систем и управления Инженерно-технологической академии Южного Федерального Университета, читал лекции по дисциплинам «Средства радиоэлектронной защиты радиоэлектронных средств», «Волновые процессы в материальных средах», «Электродинамика и распространение радиоволн».
Петров Б. М. был научным руководителем 36 кандидатов наук и 2 докторов наук, опубликовал около 300 научных работ, включая три монографии (в соавторстве), учебник по дисциплине «Электродинамика и распространение радиоволн», имеет 25 патентов на изобретения и авторских свидетельств.
Область научных интересов учёного связана с проблемами противорадиолокационной защиты объектов: прикладная электродинамика, дифракция электромагнитных волн на структурах с адаптирующимися в том числе и нелинейными свойствами, прикладная электродинамика при вращении, адаптивные системы радиомаскировки с компьютерной технологией управления полями.
Был членом советов и комиссий Минвуза, редактором журнала «Электродинамика и техника СВЧ и КВЧ», редактором научного сборника «Рассеяние электромагнитных волн», членом совета по проблеме «Распространение радиоволн» АН СССР и др.

## Награды
- Лауреат премии-медали имени профессора А. С. Попова (Академии инженерных наук РФ).
- Медаль «М. С. Рязанский» — за заслуги перед отечественной космонавтикой.
- Почетный работник высшего профессионального образования РФ.
- Почетный изобретатель.
- Почетный радист РФ.

## Труды
- Г. Т. Марков, Б. М. Петров, Г. П. Грудинская. Электродинамика и распространение радиоволн. — М.: Сов. радио, 1979. — 376 с.
- Б. М. Петров, Г. И. Костромитин, Е. В. Горемыкин. Логопериодические вибраторные антенны. — М.: Сов. радио, 1979. —376 с.
- Б. М. Петров. Электродинамика и распространение радиоволн. — М.: Горячая линия — Телеком, 2005. — 239 с.